# 石本貴昭
石本貴昭（1962年12月24日—），日本棒球選手，出生於兵庫縣神戶市，曾經效力於日本職棒中日龍等隊伍，於1991年退休，生涯通算35次勝投。